# Maj-Britt Johansson
Maj-Britt Johansson, född 18 oktober 1955, död 18 november 2021, var en svensk professor i skoglig marklära, forskare samt rektor på Högskolan i Gävle. Hon arbetade tidigare på Sveriges lantbruksuniversitet. Johansson doktorerade 1986 på hur förnan bryts ned. Hon invaldes som ledamot av Kungl. Skogs- och Lantbruksakademiens skogsavdelning 2004.